# Mukluk Island
Mukluk Island ist eine kleine, stiefelförmige Insel vor der Ingrid-Christensen-Küste des ostantarktischen Prinzessin-Elisabeth-Lands. Sie gehört zu den Donskiye Islands vor der Breidnes-Halbinsel in den Vestfoldbergen und ist die größte Insel westlich von Redfern Island.
Australische Wissenschaftler benannten sie nach der aus der Sprache Inuktitut stammenden Bezeichnung für Eskimostiefel.